# Saint Michael (Barbados)
Saint Michael ist eine Verwaltungseinheit (Parish) des Inselstaates Barbados. Sie hatte 2008 geschätzte 94.860 Einwohner auf einer Fläche von 39 km² und ist somit mit Abstand die bevölkerungsreichste Parish von Barbados.

## Geschichte und Orte
In Saint Michael liegt Bridgetown, die Hauptstadt von Barbados, sowie der Hafen Deep Water Harbour, an dem die meisten Kreuzfahrtschiffe anlegen. Dort wird auch der auf Barbados produzierte Zucker verladen.
Der Name Saint Michael stammt von der Kirche „St. Michael and All Angels“, die 1641 gebaut wurde und seit 1825 Sitz des anglikanischen Bischofs von Barbados ist.

## Persönlichkeiten
- Frank Worrell (1924–1967), Cricketspieler
- Everton Weekes (1925–2020), Cricketspieler
- Austin Clarke (1934–2016), Schriftsteller, Journalist und Bürgerrechtler
- Shamarh Brooks (* 1988), Cricketspieler
- Robyn Rihanna Fenty (* 1988), besser bekannt unter ihrem Künstlernamen Rihanna, wurden hier geboren. Rihanna zu Ehren gibt es in Saint Michael seit 2008 den sogenannten Rihanna Day, der am 21. Februar gefeiert wird.[1]
- Shai Hope (* 1993), Cricketspieler